# Giorgi Tsitaishvili
Heorhiy Tsitaishvili (Rishon LeZion, Distrito Central, Israel, 18 de noviembre de 2000) es un futbolista ucraniano de ascendencia georgiana que juega como extremo en el F. C. Metz de la Ligue 1. Se consagró campeón de la Copa Mundial de Fútbol Sub-20 con la selección de Ucrania.

## Trayectoria
Tsitaishvili, quien tiene ascendencia georgia, nació en Israel donde su padre Klimenti Tsitaishvili, exfutbolista profesional, pasó parte de su carrera. Heorhiy es producto de las divisiones menores del Dinamo de Kiev, donde recibió formación de sus primeros entrenadores: Yuriy Yeskin y Oleksiy Drotsenko.
El 31 de diciembre de 2016 firmó su primer contrato profesional con el Dinamo e hizo su debut profesional en la final de la Copa de Ucrania 2017/18, disputada el 9 de mayo de 2018. En aquella ocasión su equipo cayó derrotado por 2-0 ante Shajtar Donetsk y Tsitaishvili jugó 4 minutos luego de reemplazar a Benjamin Verbič. En la siguiente temporada debutó a nivel internacional al ingresar en el segundo tiempo ante el Jablonec de República Checa por la fase de grupos de la Liga Europa de la UEFA 2018-19, sustituyendo esta vez al minuto 60 a Mykola Shaparenko en la derrota por la mínima diferencia.
El 24 de diciembre de 2020 fue cedido al F. C. Vorskla Poltava lo que quedaba de temporada. El siguiente curso también salió en forma de cesión, siendo el F. C. Chernomorets Odessa su destino. Este lo completó en el Wisła Cracovia, equipo al que llegó en abril de 2022. No sería el único polaco en el que jugaría, ya que el 1 de julio recaló en el Lech Poznań para la temporada 2022-23.
Después de su paso por Polonia acumuló tres nuevas cesiones en el F. C. Dinamo Batumi, el Granada C. F. y el F. C. Metz.

## Selección nacional
Integró todas las categorías inferiores de la selección de Ucrania, saliendo campeón de la Copa Mundial Sub-20 de 2019. También ha formado parte de la sub-16 (4 p.), sub-17 (9 p.), sub-18 (2 p.), sub-19 (12 p. 5 goles) y sub-21 (4 p. 2 goles).
Con la sub-17 participó del Campeonato Europeo Sub-17 de la UEFA 2017 y con la sub-19 fue parte del equipo que llegó a las semifinales del Campeonato Europeo de la UEFA Sub-19 2018, donde fue titular y anotó un tanto ante Francia.
Durante el Mundial sub-20 de 2019 realizado en Polonia, Tsitaishvili participó en 5 de los 7 partidos de la Ucrania que salió campeona por primera vez en su historia. Incluso, Tsitaishvili selló la victoria de su país en la final al anotar el 3 a 1 sobre Corea del Sur.
En categoría absoluta decidió representar a Georgia, debutando el 2 de septiembre de 2021 en un encuentro de clasificación para el Mundial 2022 ante Kosovo.

### Participaciones en Copas del Mundo
| Mundial                     | Sede    | Resultado | Partidos | Goles |
| --------------------------- | ------- | --------- | -------- | ----- |
| Copa Mundial Sub-20 de 2019 | Polonia | Campeón   | 5        | 1     |

### Participación en Eurocopas
| Torneo                              | Selección | Sede      | Resultado        | Partidos | Goles |
| ----------------------------------- | --------- | --------- | ---------------- | -------- | ----- |
| Campeonato de Europa Sub-17 de 2017 | Ucrania   | Croacia   | Primera fase     | 3        | 0     |
| Campeonato de Europa Sub-19 de 2018 | Ucrania   | Finlandia | Semifinal        | 4        | 1     |
| Eurocopa 2024                       | Georgia   | Alemania  | Octavos de final | 4        | 0     |

## Clubes y estadísticas
Actualizado el 1 de junio de 2025.
| Dinamo de Kiev · Ucrania | 2017-18       | 1.ª           | 0   | 0  | 1  | 0 | 0  | 0 | 1   | 0  |
| Dinamo de Kiev · Ucrania | 2018-19       | 1.ª           | 5   | 0  | 0  | 0 | 1  | 0 | 6   | 0  |
| Dinamo de Kiev · Ucrania | 2019-20       | 1.ª           | 10  | 0  | 2  | 0 | 1  | 0 | 13  | 0  |
| Dinamo de Kiev · Ucrania | 2020-21       | 1.ª           | 4   | 0  | 0  | 0 | 0  | 0 | 4   | 0  |
| Dinamo de Kiev · Ucrania | Total club    | Total club    | 19  | 0  | 3  | 0 | 2  | 0 | 24  | 0  |
| F. C. Vorskla Poltava · Ucrania | 2020-21       | 1.ª           | 4   | 1  | ―  | ― | ―  | ― | 4   | 1  |
| F. C. Vorskla Poltava · Ucrania | Total club    | Total club    | 4   | 1  | 0  | 0 | 0  | 0 | 4   | 1  |
| F. C. Chernomorets Odessa · Ucrania | 2021-22       | 1.ª           | 13  | 1  | 2  | 0 | ―  | ― | 15  | 1  |
| F. C. Chernomorets Odessa · Ucrania | Total club    | Total club    | 13  | 1  | 2  | 0 | 0  | 0 | 15  | 1  |
| Wisła Cracovia · Polonia | 2021-22       | 1.ª           | 7   | 1  | ―  | ― | ―  | ― | 7   | 1  |
| Wisła Cracovia · Polonia | Total club    | Total club    | 7   | 1  | 0  | 0 | 0  | 0 | 7   | 1  |
| Lech Poznań · Polonia | 2022-23       | 1.ª           | 12  | 1  | 2  | 0 | 10 | 0 | 24  | 1  |
| Lech Poznań · Polonia | Total club    | Total club    | 12  | 1  | 2  | 0 | 10 | 0 | 24  | 1  |
| Lech II Poznań · Polonia | 2022-23       | 3.ª           | 5   | 0  | ―  | ― | ―  | ― | 5   | 0  |
| Lech II Poznań · Polonia | Total club    | Total club    | 5   | 0  | 0  | 0 | 0  | 0 | 5   | 0  |
| F. C. Dinamo Batumi Georgia | 2023          | 1.ª           | 17  | 4  | 2  | 1 | 2  | 0 | 21  | 5  |
| F. C. Dinamo Batumi Georgia | 2024          | 1.ª           | 17  | 1  | 0  | 0 | ―  | ― | 17  | 1  |
| F. C. Dinamo Batumi Georgia | Total club    | Total club    | 34  | 5  | 2  | 1 | 2  | 0 | 38  | 6  |
| Granada C. F. · España | 2024-25       | 2.ª           | 36  | 7  | 3  | 0 | ―  | ― | 39  | 7  |
| Granada C. F. · España | Total club    | Total club    | 36  | 7  | 3  | 0 | 0  | 0 | 39  | 7  |
| F. C. Metz Francia | 2025-26       | 1.ª           | 0   | 0  | 0  | 0 | ―  | ― | 0   | 0  |
| F. C. Metz Francia | Total club    | Total club    | 0   | 0  | 0  | 0 | 0  | 0 | 0   | 0  |
| Total carrera | Total carrera | Total carrera | 130 | 16 | 12 | 1 | 14 | 0 | 156 | 17 |
| (1)Incluye datos de la Copa de Ucrania (2018-19 y 2019-20), la Supercopa de Ucrania (2019), la Supercopa de Polonia (2022), la Copa de Polonia (2022-23), la Copa de Georgia (2023) y la Copa del Rey (2024-25). (2)Incluye datos de la Liga de Campeones de la UEFA, la Liga Europa de la UEFA (2018-19 y 2019-20) y la Liga Europa Conferencia de la UEFA. |               |               |     |    |    |   |    |   |     |    |

## Palmarés

### Títulos nacionales
| Título               | Club                 | País    | Año     |
| -------------------- | -------------------- | ------- | ------- |
| Supercopa de Ucrania | F. C. Dinamo de Kiev | Ucrania | 2019    |
| Copa de Ucrania      | F. C. Dinamo de Kiev | Ucrania | 2019-20 |
| Supercopa de Ucrania | F. C. Dinamo de Kiev | Ucrania | 2020    |
| Erovnuli Liga        | F. C. Dinamo Batumi  | Georgia | 2023    |

### Títulos internacionales
| Título              | Club (*)       | Sede    | Año  |
| ------------------- | -------------- | ------- | ---- |
| Copa Mundial Sub-20 | Ucrania sub-20 | Polonia | 2019 |

(*) Incluyendo la selección.